# Nigel Lythgoe

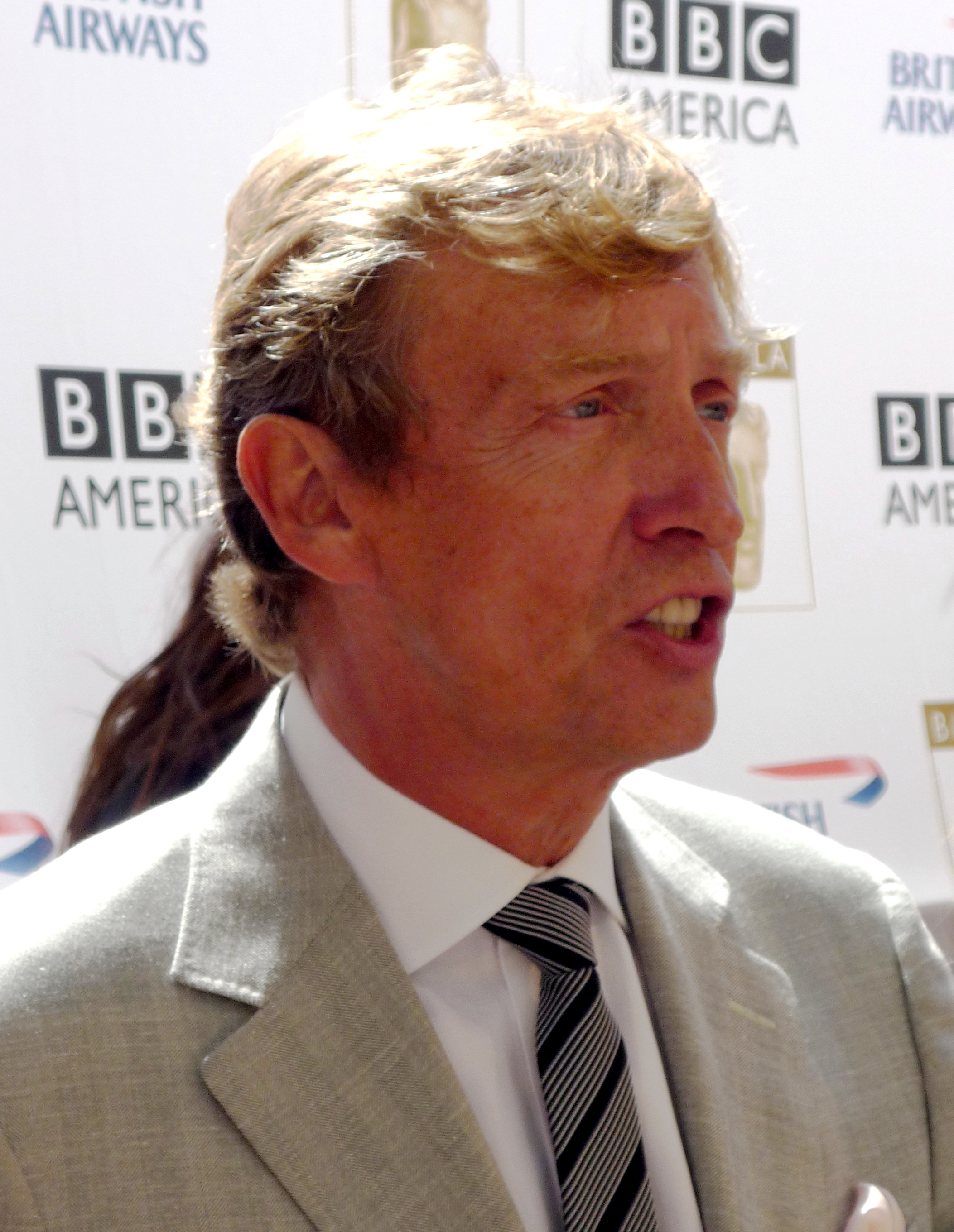
Nacimiento: 9 de julio de 1949
Ocupación: Director, Producto, Figura pública de TV
Años activos: 1969-presente
Cónyuge: Bonnie Lythgoe (1974–2010; divorciado)
Hijos: 2

Nigel Lythgoe (Wallasey, Inglaterra, 9 de julio de 1949) es un director de cine, productor, juez de competencia de danza en televisión, exbailarín de la Young Generation y coreógrafo inglés. Fue productor de los espectáculos Pop Idol y American Idol y es el creador y productor ejecutivo de So You Think You Can Dance, y recurrentemente juez. También creó la competición Superstars of Dance, en el año 2009.

## Primeros años
Nacido en Wallasey, hijo del trabajador portuario George Percival Lythgoe y Gertrude Emily Lythgoe, se interesó por la danza a los 10 años. Comenzó a bailar tap y continuó estudiando en la Escuela de danza y drama Hylton-Bromley y Perry Cowell School, en Wallasey y Merseyside, donde estudió ballet clásico, jazz moderno, danza clásica griega y nacional de varios países. El primer trabajo profesional de Lythgoe fue en el corps de ballet para la gira nacional de "The Merry Widow". Se entrenó en Londres. Comenzando en 1969, Lythgoe bailó con The Young Generation de la BBC. Se convirtió en su coreógrafo en 1971 y desde entonces ha coreografiado más de 500 programas de televisión.

## Carrera

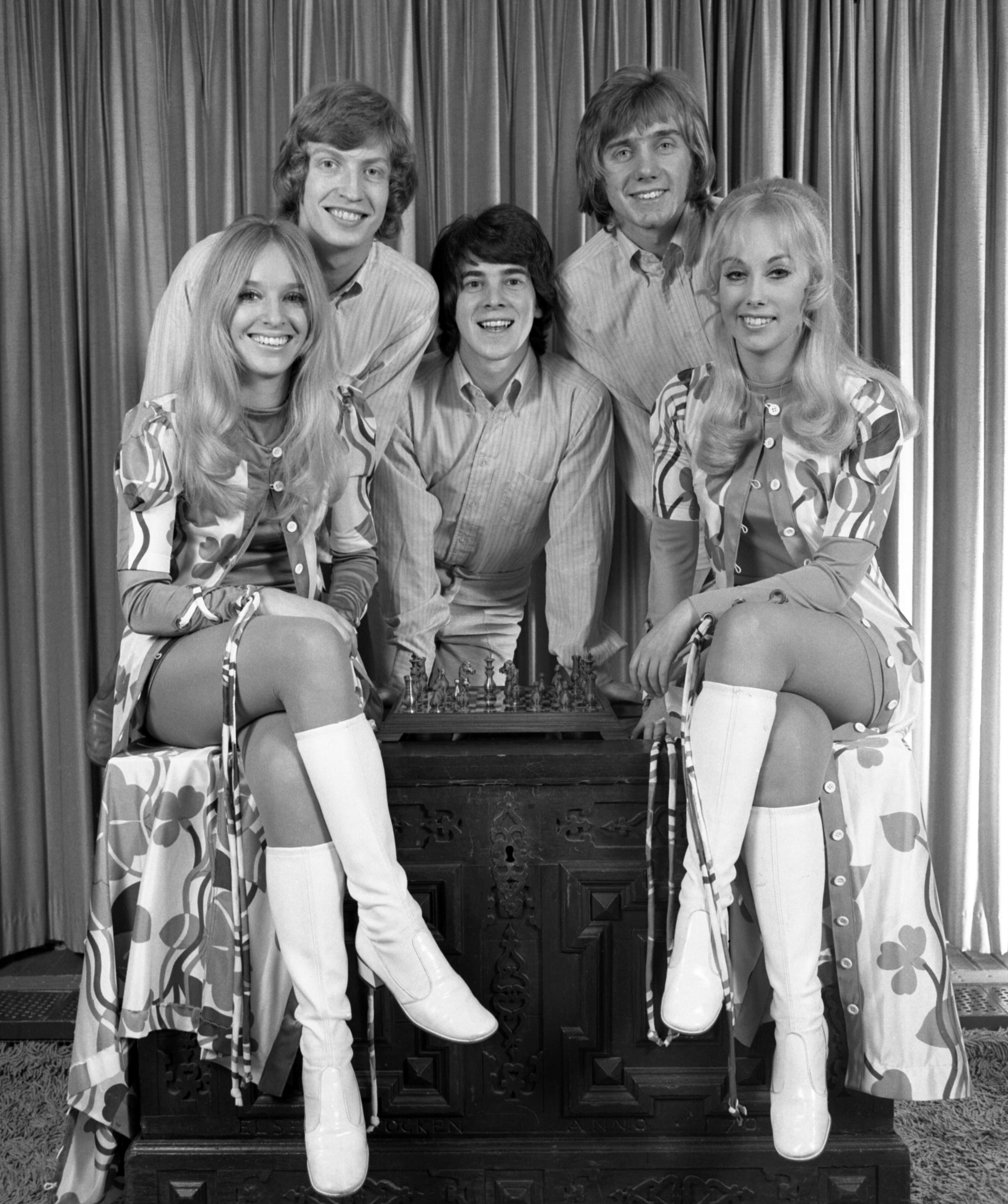
Nigel Lythgoe en 1976, con un grupo de baile.

A principios de su carrera, aprendió a usar técnicas de filmación, como multi-cámaras, por ejemplo, para filmar bien las coreografías, una habilidad que llevaría a una carrera en la televisión. Durante la década de 1970 y en la década de 1980, Lythgoe tuvo la oportunidad de actuar con bailarines de la talla de Cyd Charisse o Gene Kelly. Él también coreografió a Ben Vereen, Shirley Bassey y los Muppets. Lythgoe, en una entrevista con la gente dijo que él era "la única persona para bailar, coreografiar, producir y dirigir el Royal Variety Performance." Después de trabajar en la industria de la televisión, incluso en TVS en 1995, Lythgoe ocupó el puesto de Jefe de Entretenimiento y Comedia en London Weekend Television, donde comisionó y produjo espectáculos incluyendo Gladiators y Blind Date. En 2000, se convirtió en el "juez duro" en Popstars y fue apodado "Nasty Nigel" por la prensa sensacionalista británica. Fue cedido por London Weekend Television a la compañía de televisión de Bob Geldof, Planet 24 para producir ejecutivos y dirigir la versión británica de Survivor. Lythgoe se unió al grupo 19 Entertainment de Simon Fuller como Presidente de 19 Television. Desarrolló y produjo un nuevo espectáculo creado por Fuller, Pop Idol. Esto se convirtió en una franquicia global que incluye American Idol.
Lythgoe se trasladó a los Estados Unidos en 2002 para producir American Idol y luego se convirtió en productor/juez y cocreador de So You Think You Can Dance en la cadena de televisión FOX.
Lythgoe, y su socio de producción Ken Warwick, que fueron a la escuela juntos desde los 12 años, inicialmente acordaron producir los Emmys de 2007, pero no se pudo debido a los conflictos de programación con SYTYCD.
En 2007, Lythgoe trabajó con un número de prominentes británicos con sede en California, incluyendo el entonces cónsul general británico Bob Peirce, para fundar BritWeek, un programa anual de eventos celebrado en Los Ángeles y el Condado de Orange para celebrar el fuerte negocio, histórico y entretenimiento entre el Reino Unido y California.
El 4 de agosto de 2008, Lythgoe confirmó que dejaba American Idol y decidía seguir adelante con So You Think You Can Dance.
En 2009, Lythgoe y Fuller formaron una compañía llamada Big Red 2 Entertainment. Fuller es fan de Manchester United y Lythgoe de Liverpool. Ambos equipos juegan en rojo, por eso, su primera programa fue Superstars of Dance para NBC. Él es también juez en So You Think You Can Dance (Reino Unido)

## Vida personal
Lythgoe se casó con Bonita Shawe en 1974, quien conoció mientras era coreógrafo para el grupo de danza Young Generation de la BBC. Shawe también fue jueza de audición en la primera temporada de So You Think You Can Dance y jueza de la versión australiana de So You Think You Dance por las tres primeras temporadas. La pareja se divorció en 2010. Tienen dos hijos juntos, Simon y Kristopher, y cuatro nietos, Kyan, Tighe, Dominie y George.
Él sufrió un ataque al corazón en enero de 2003. Él dejó su hábito al cigarrillo por 60 días. Casi murió de apendicitis en octubre de 2003. Es dueño de Villa San Juliette, un viñedo en Paso Robles, California.

## Filmografía
| Productor - The Next Great American Band - So You Think You Can Dance - All American Girl - American Juniors - American Idol - Pop Idol - The Brian Conley Show - Superstars of Dance - Idol Gives Back - CMT's Next Superstar | Director - Superstars of Dance (2009) - So You Think You Can Dance (2005) - All American Girl (2003) - American Idol (2002) - Survivor (2001) - Popstars (2000) - Animals Do The Funniest Things (1999) - TV Weekly (1988) - Gladiators (1992) - The Brian Conley Show |

- Datos: Q1803708
- Multimedia: Nigel Lythgoe / Q1803708